# Affi
Affi es una localidad y comune italiana de 2.265 habitantes de la provincia de Verona (región de Véneto). 

## Demografía
| Gráfica de evolución demográfica de Affi entre 1861 y 2001 |
|                                                            |
| fuente ISTAT - elaboración gráfica a cargo de Wikipedia    |